# Cratere Hayford
Hayford è un cratere lunare di 28,15 km situato nella parte nord-orientale della faccia nascosta della Luna.
Il cratere è dedicato all'ingegnere statunitense John Fillmore Hayford.

## Crateri correlati
Alcuni crateri minori situati in prossimità di Hayford sono convenzionalmente identificati, sulle mappe lunari, attraverso una lettera associata al nome.
| Hayford | Coordinate             | Diametro (in km) |
| ------- | ---------------------- | ---------------- |
| E       | 13°30′36″N 172°10′48″W | 17,54            |
| K       | 9°37′48″N 174°13′12″W  | 26,08            |
| L       | 8°09′36″N 175°51′00″W  | 15,74            |
| P       | 11°00′36″N 177°44′24″W | 20,9             |
| T       | 13°19′12″N 179°37′12″E | 30,24            |
| U       | 13°57′00″N 179°48′36″E | 20,49            |